# Franc burundès
El franc de Burundi (en kirundi faranga, en plural amafaranga; en francès franc) és la unitat monetària de Burundi. El codi ISO 4217 és BIF i l'abreviació és FBu. Tradicionalment s'ha dividit en 100 cèntims (senti / centimes), però actualment ja no s'usa la moneda fraccionària.
El franc va esdevenir la moneda de Burundi el 1916, quan Bèlgica va ocupar l'antiga colònia alemanya i va substituir la rupia de l'Àfrica Oriental Alemanya pel franc del Congo Belga. Burundi va utilitzar la moneda del Congo Belga fins al 1960, en què va començar a emetre els seus propis francs.
Emès pel Banc de la República de Burundi (Ibanki ya Republika y'Uburundi / Banque de la République du Burundi), en circulen bitllets de 10.000, 5.000, 2.000, 1.000, 500, 100, 50, 20 i 10 francs, i monedes de 10, 5 i 1 francs.

## Taxes de canvi
- 1 EUR = 1.181,50 BIF (11 de gener del 2006)
- 1 USD = 973,00 BIF (11 de gener del 2006)